# 维尔姆冰期

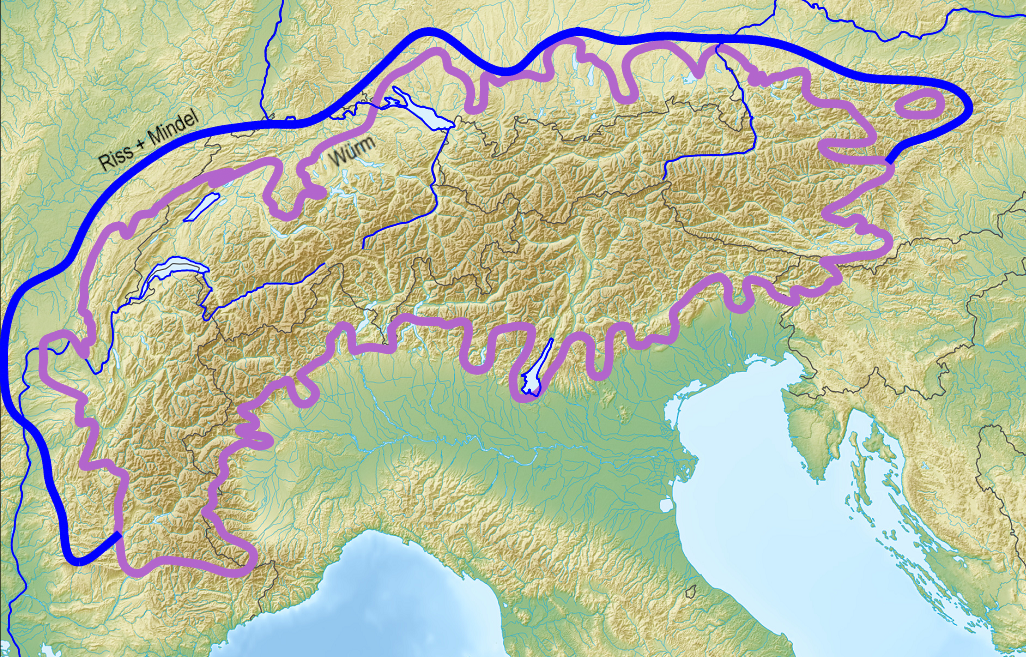
粉色表示阿尔卑斯冰盖在维尔姆冰期的最大范围；蓝色表示冰盖在更古老冰期的最大范围。

维尔姆冰期（英語：Würm glaciation），又译“玉木冰期”或“武木冰期”，是指更新世晚期末次冰期在欧洲阿尔卑斯地区的名称。
维尔姆冰期发生于里斯-维尔姆间冰期之后，得名于阿尔卑斯北部阿默冰蚀地区的维尔姆河。维尔姆冰期发生在距今8～1.1万年间，可划分为3个亚冰期，距今1.8万年时冰期达到极盛。
植物花粉和岩层沉积相的证据表明，在维尔姆冰期时，阿尔卑斯的年均温度比现在低10度左右。